# Chondrotropis niger
Chondrotropis niger är en mångfotingart som beskrevs av Loomis 1936. Chondrotropis niger ingår i släktet Chondrotropis och familjen Chelodesmidae. Inga underarter finns listade i Catalogue of Life.